# Екатерининская провинция
Екатерининская провинция — одна из провинций Российской империи, с центром в Белёвской крепости (ныне Харьковская область).
Екатерининская провинция была образована в составе Новороссийской губернии в 1764 году. В состав провинции были включены сопредельные части Харьковской, Днепропетровской и Донецкой областей. 
В 1777 году передана в состав Азовской губернии.
Однако уже в ноябре 1775 года деление губерний на провинции было отменено.